# Liancalus limbatus
Liancalus limbatus är en tvåvingeart som beskrevs av Van Duzee 1917. Liancalus limbatus ingår i släktet Liancalus och familjen styltflugor. Inga underarter finns listade i Catalogue of Life.